# Okov (jednotka)
Okov je stará slovenská jednotka objemu pro kapaliny o velikosti 53 litrů až 68 litrů. Pro sypké látky se používala podobná jednotka merica, se kterou byl okov v roce 1848 nakonec úředně zákonem sloučen na jednotnou hodnotu 53,33 litru.

## Alternativní hodnoty
- okov bratislavský  = 54,30 litru = 32 pint
- okov velký = 67,82 litru = 40 pint
- okov uherský = 54,14 litru

## V jiných jazycích
- kaď v Rusku

## Použitý zdroj
- Malý slovník jednotek měření, vydalo nakladatelství Mladá fronta v roce 1982, katalogové číslo 23-065-82